# Jesús Menéndez
Jesús Menéndez là một đô thị và thành phố ở tỉnh Las Tunas của Cuba.

## Thông tin nhân khẩu
Năm 2004, đô thị Jesús Menéndez có dân số 51.002 người. Diện tích là 638 km² (246,3 mi²), với mật độ dân số là 79,9người/km² (206,9người/sq mi).